# Таложня
Та́ложня — село в Торжокском районе Тверской области. Относится к Рудниковскому сельскому поселению.

Расположено в 27 км к западу от города Торжка, в 11 км от автодороги «Торжок—Осташков» (через Рудниково).
Село стоит на реке Таложенке, притоке реки Осуга.
Население по переписи 2002 года — 335 человек, 149 мужчин, 186 женщин.

## История
Старинное русское село на торговом тракте Вышний Волочек—Ржев.
В 1859 году во владельческом селе Таложня 16 дворов, 149 жителей.
В конце XIX-начале XX века село — центр прихода Бараньегорской волости Новоторжского уезда Тверской губернии.

## Население
| 1859 | 1884 | 2002 | 2010 |
| ---- | ---- | ---- | ---- |
| 149  | ↘86  | ↗335 | ↗342 |

## Инфраструктура
- МОУ «Таложенская средняя общеобразовательная школа» (открыта в 1874 году, награждена орденом «Знак Почета» в 1974 году). http://schooltaloj.tverwebsite.ru/ (недоступная+ссылка)
- Таложенская сельская библиотека (1896) l. Архивировано из оригинала 5 марта 2016 года..
- Дом Культуры «Колос».
- Таложенская участковая больница (1882).
- ГУ «Таложенский дом-интернат для престарелых и инвалидов».
- Отделение почтовой связи .

- Правление колхоза «Рассвет».
- Магазины.

## Известные люди
- П. И. Якоби — известный врач-психиатр и этнограф, отбывал ссылку в Таложне в 1889 году.
- П. Х. Обольянинов — российский государственный и военный деятель, один из самых влиятельных людей царствования императора Павла I, генерал-прокурор в 1800—1801 годах. Владел имением в селе и умер в нём в 1841 году.